# Estación de Lucena
Lucena fue una estación de ferrocarril que existió en la localidad española de Lucena, perteneciente a la desaparecida línea Linares-Puente Genil. En la actualidad el antiguo edificio de viajeros acoge un centro de ocio y turismo.

## Historia
La estación, perteneciente a la línea Linares-Puente Genil, fue construida por la Compañía de los Ferrocarriles Andaluces y puesta en servicio en 1891. Además del edificio de viajeros, la estación disponía de varias vías de servicio, aguada y de un depósito de agua para las locomotoras. El edificio de viajeros mantenía un estilo arquitectónico muy similar a las estaciones de Luque y Cabra, contando las instalaciones con un muelle de carga y una playa de vías. 
En 1941, con la nacionalización de los ferrocarriles de ancho ibérico, las instalaciones pasaron a manos de la recién creada RENFE. Entre 1945 y 1948 el Sindicato Nacional del Olivo construyó junto a las instalaciones ferroviarias un almacén regulador de aceite, con una capacidad de 5000 toneladas. Para ello, se habilitó una vía de apartadero que conducía al almacén. La línea se mantuvo operativa hasta su clausura en octubre de 1984, siendo desmantelada algún tiempo después. Tras el cierre de la línea, el antiguo edificio de viajeros ha sido rehabilitado como un centro de ocio y turismo. 